# Aina Aiba
Aina Aiba (相羽 あいな?, Aiba Aina; Hokkaidō, 17 ottobre 1988) è una doppiatrice, cantante e wrestler giapponese correntemente affiliata all'agenzia HiBiKi, principalmente nota per aver doppiato Yukina Minato in BanG Dream!, il Pinguino Saltarocce in Kemono Friends e Claudine Saijo in Shoujo☆Kageki Revue Starlight. Aiba rappresenta Yukina Minato anche come cantante nella controparte reale della sua band, le Roselia.

## Biografia
Aiba frequenta il dipartimento di doppiaggio della Amusement Media Academy per poi svolgere l'attività di attrice con una compagnia teatrale con lo pseudonimo Yuki Harima. Grazie a una collega viene a conoscenza dell'associazione di wrestling femminile professionistico Beginning con la quale, dopo circa sei mesi di allenamento, debutta il 31 maggio 2015 sfidando la wrestler Maika Ozaki nell'arena Shinkiba 1st RING.
Dopo essersi ritirata dal wrestling professionistico, da maggio del 2016 si affilia all'agenzia HiBiKi cambiando il nome in Aina Aiba. Sempre nel 2016 debutta come doppiatrice nella serie anime Cardfight!! Vanguard G: NEXT sostituendo Emi Nitta nel ruolo di Tokoha Anjo. Inoltre, il 9 novembre dello stesso anno, fa il suo debutto come cantante con il singolo "Yume no hikari kimi no mirai" con l'etichetta Bushiroad Music.
Nel 2017 diventa la cantante delle Roselia, gruppo musicale del franchise BanG! Dream, nel ruolo di Yukina Minato.
Nel 2018 vince il 12° Seiyu Award nella categoria cantanti in quanto membro del gruppo Doubutsu Biscuit x PPP, dal franchise Kemono Friends.
Nel 2019 dà un nuovo inizio alla sua carriera di cantante solista con il suo singolo numero 0 "Lead the way", canzone usata come sigla di apertura dell'anime Cardfight!! Vanguard: Shinemon.
Nel 2020 vince il 14° Seiyu Award nella categoria cantanti insieme a tutte le Roselia.

## Vita privata
Aiba nasce in Hokkaidō, ma cresce a Osaka. Per due anni svolge attività di wrestling professionistico. La sua tecnica più famosa era lo Satellite Head Scissor unito a un arm lock, mentre la sua musica d'ingresso era Teleportation guy della cantante Mell.
Nel 2018 durante una conferenza stampa di uno spettacolo teatrale del franchise Shoujo☆Kageki Revue Starlight, nella quale lei interpreta Claudine Saijo, colpisce la wrestler Natsumi Maki con un elbow attack in gesto di sfida.
Nonostante si sia ritirata dal wrestling professionistico si definisce una sua appassionata, continuando a fare proattivamente il lavoro di presentatrice e mediatrice per la New Japan Pro-Wrestling.
Grazie al suo allenamento da wrestler Aiba ha una forza fisica molto maggiore rispetto alle sue colleghe doppiatrici e attrici, e dice che per lei questo è un malus perché vorrebbe essere definita una donna da proteggere e non una donna dietro la quale farsi scudo.

## Ruoli

### Anime

#### Serie televisive
- 2016
  - Cardfight!! Vanguard G: NEXT nel ruolo di Tokoha Anjo
- 2017
  - BanG Dream! nel ruolo di Yukina Minato
  - Kemono Friends nel ruolo del Pinguino Saltarocce
  - Cardfight!! Vanguard G: Z nel ruolo di Tokoha Anjo
  - Hina Logic 〜from Luck & Logic〜 nel ruolo di Michael
- 2018
  - BanG Dream! Garupa☆PICO nel ruolo di Yukina Minato
  - Shoujo☆Kageki Revue Starlight nel ruolo di Claudine Saijo
- 2019
  - BanG Dream! Seconda stagione nel ruolo di Yukina Minato
  - Shoujo☆Conto All Starlight nel ruolo di Claudine Saijo
- 2020
  - BanG Dream! Terza stagione nel ruolo di Yukina Minato
  - BanG Dream! Garupa☆PICO ~Ohmori~ nel ruolo di Yukina Minato
  - Cardfight!! Vanguard (2018) nel ruolo di Tokoha Anjo
- 2021
  - PuraOre: Pride of Orange nel ruolo di Seiko Kuga
  - D CIDE TRAUMEREI nel ruolo di Maria Nanase
- 2022
  - Teppen!!!!!!!!!!!!!!! nel ruolo di Chitose Amano
- 2023
  - Sorcerous Stabber Orphen -Chaos in Urbanrama- nel ruolo di Winona

#### Film d'animazione
- 2019
  - BanG Dream! FILM LIVE nel ruolo di Yukina Minato
- 2020
  - Shoujo☆Kageki Revue Starlight Rondo Rondo Rondo nel ruolo di Claudine Saijo
- 2021
  - BanG Dream! Episode of Roselia I: Yakusoku nel ruolo di Yukina Minato
  - BanG Dream! Episode of Roselia II: Song I Am nel ruolo di Yukina Minato
  - Shoujo☆Kageki Revue Starlight Il film nel ruolo di Claudine Saijo
- 2022
  - Bang Dream! Poppin' Dream! nel ruolo di Yukina Minato

### Videogiochi
- BanG Dream! Girls Band Party! nel ruolo di Yukina Minato
- Revue Starlight: Re LIVE nel ruolo di Claudine Saijo
- Brown Dust nel ruolo di Eunrang
- D CIDE TRAUMEREI nel ruolo di Maria Nanase

## Discografia

### Singoli
|                   | Data            | Titolo                       | Numero di catalogo | Numero di catalogo | Posizione in classifica |
| Edizione limitata | Data            | Titolo                       | Edizione standard  |                    | Posizione in classifica |
| ----------------- | --------------- | ---------------------------- | ------------------ | ------------------ | ----------------------- |
| 1                 | 9 novembre 2016 | Yume no Hikari Kimi no Mirai | BRMM-10052         | BRMM-10051         | //                      |
| 2                 | 16 ottobre 2019 | Lead the way                 | BRMM-10211         | BRMM-10212         | 13                      |

### Mini-album
|                   | Data           | Titolo | Numero di catalogo | Numero di catalogo | Posizione in classifica |
| Edizione limitata | Data           | Titolo | Edizione standard  |                    | Posizione in classifica |
| ----------------- | -------------- | ------ | ------------------ | ------------------ | ----------------------- |
| 1                 | 15 aprile 2020 | SiGN   | BRMM-10257         | BRMM-10258         | 19                      |